# 14598 Larrysmith
14598 Larrysmith este un asteroid din centura principală de asteroizi.

## Descriere
14598 Larrysmith este un asteroid din centura principală de asteroizi. A fost descoperit pe 17 septembrie 1998 la Stația Anderson Mesa în cadrul programului LONEOS. Asteroidul prezintă o orbită caracterizată de o semiaxă mare de 2,15 ua, o excentricitate de 0,07 și o înclinație de 3,1° în raport cu ecliptica.